# مرحبا بكم في ليث (فلم)
مرحبا بكم في ليث هو فيلم وثائقي أمريكي صدر في 2015 من إخراج مايكل بيتش نيكولز وكريستوفر ووكر، عن العنصري كريغ كوب ومحاولته حكم مدينة ليث في ولاية داكوتا الشمالية. تم عرض الفيلم لأول مرة في 26 يناير 2015 في مهرجان صندانس السينمائي 2015 وبعد إصدار مسرحي محدود في 9 سبتمبر، تم بثه على سلسلة بي بي إس ' عدسة مستقلة في 4 أبريل 2016.